# Neodakaria
Neodakaria is een mosdiertjesgeslacht uit de familie van de Bitectiporidae en de orde Cheilostomatida

## Soorten
- Neodakaria islandica Soule, Soule & Chaney, 1995
- Neodakaria ordinata (O'Donoghue & O'Donoghue, 1923)
- Neodakaria umbonata Soule, Soule & Chaney, 1995